# 張國政 (台灣官員)
張國政（1943年5月14日—），台灣官員、中華民國空軍退役少將，籍貫浙江省浦江縣，畢業於空軍官校47期、空軍指揮參謀學院、國防大學戰爭學院。
曾任飛行官、駐南非共和國武官、空軍聯隊長、民用航空局副局長、民用航空局局長、財團法人航空事務教育基金會董事長（創辦人）。

## 民航局長任內完成工作
- 1995年為「未來兩岸通航準備工作」方案研商小組召集人直到2008年完成週末包機。[1]
- 桃園航空城完成先期計劃之貨運園區（現在為自由貿易港區及客運園區）。[1]
- 台北貨運站民營化。[1]
- 機場旅館民營化。[1]
- 興建（恒春、屏東、南竿、清泉崗）4座機場、5座航廈（花蓮、台東、馬祖、北竿、南竿）。[1]
- 重建民航局查核及監理制度。[1]
- 完成「防止霸機」作業法規。[1]
- 完成「航空噪音防止與補償」作業法規。[1]
- 完成「機場週邊禁養飛鴿」辦法。[1]
- 完成「國內機票價格審查及附加燃油費」管理辦法。[1]
- 完成「開放超輕活動、私人飛機、飛行學校」等航空專案。[1]